# Francis Edward Gladstone

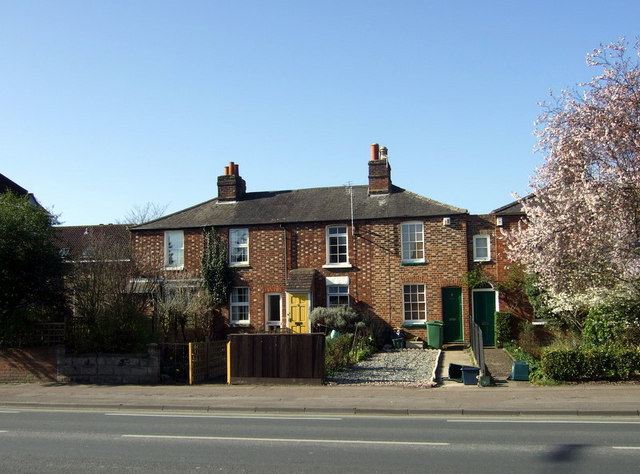
Summertown, ara és un barri d'Òxford. Quan i va néixer Gladstone, era un poblet veí. (casa típica de Summertown)

Francis Edward Gladstone (Summertown prop d'Oxford, Regne Unit, 2 de març de 1845 - 6 de setembre de 1928) fou un organista i compositor anglès.
Desenvolupà la plaça d'organista en diverses esglésies, entre elles en la del Crist de Londres. Es va convertir al catolicisme, i fou director del cor de l'església de St. Marc of the Angels a Bayswater, Londres. La Universitat de Cambridge l'atorgà el títol de doctor en música. Fou professor honorari de la Reial Acadèmia de Música, en la que ensenyà algun temps. Va escriure el Treatise on strict counter point (1906) i va compondre moltes obres religioses, cantates i música de cambra.